# بی‌بلید
بی‌بلید، که در ژاپن با نام Explosive Shoot Beyblade (ژاپنی: 爆転シュートベイブレード هپبورن: Bakuten Shūto Beiburēdo) شناخته می‌شود، یک مجموعه مانگا ژاپنی به نویسندگی و تصویرگری تاکائو آئوکی برای تبلیغ فروش فرفره‌هایی به نام بی‌بلید توسعه‌یافته توسط تاکارا تومی است. این مجموعه بر روی گروهی از بچه‌ها متمرکز است که تیم‌هایی را تشکیل می‌دهند و با استفاده از بی‌بلیدها با یکدیگر مبارزه می‌کنند. این مانگا در ابتدا در کوروکورو کامیک شوگاکوکان از سپتامبر ۱۹۹۹ تا ژوئیه ۲۰۰۴ به صورت سریالی‌شده منتشر شد. فصل‌ها در ۱۴ جلد تانکوبون جمع‌آوری و منتشر شدند و مجوز انتشار به زبان انگلیسی توسط ویز مدیا در آمریکای شمالی را دریافت کردند. برای انتشار به زبان انگلیسی در سنگاپور و در استرالیا و نیوزیلند توسط چوانگ مدیا، جواز داده شد. یک انیمه اقتباسی در ژاپن در تی‌وی توکیو از ژانویه تا دسامبر ۲۰۰۱ پخش شد.